# Saint-Julien, Vosges
Saint-Julien là một xã thuộc tỉnh Vosges trong vùng Grand Est miền đông bắc nước Pháp.